# Fondation suisse d'études
 (avril 2021).
 (avril 2021).
Si vous disposez d'ouvrages ou d'articles de référence ou si vous connaissez des sites web de qualité traitant du thème abordé ici, merci de compléter l'article en donnant les références utiles à sa vérifiabilité et en les liant à la section « Notes et références ».
La Fondation suisse d'études est une organisation privée à but non lucratif de promotion des étudiants particulièrement doués en Suisse. Créée à Zurich à la fin de 1991, elle est la principale institution suisse[réf. nécessaire] de promotion de l'excellence dans toutes les universités et hautes écoles du pays.

## Historique
La fondation est fondée le 4 novembre 1991, à l'initiative d'Anton Schärli, physicien à l'École polytechnique fédérale de Zurich et d'Eric Kubli, biologiste à l'Université de Zurich, rejoints plus tard par la biologiste Elisabeth Stumm,.
Elle commence l'année suivante des activités de parrainage. La première académie d'été réunit neuf participants sur le thème « Systèmes dynamiques, comportement chaotique ».
À partir de 1996, le bureau de la fondation se professionnalise en raison de l'importante croissance du nombre d'étudiants soutenus. Le recrutement d'étudiants et de diplômés du secondaire ainsi que de bénévoles est élargi, et un processus de sélection est élaboré. La fondation recherche et obtient un financement plus large. Une association de promotion de la fondation est créée la même année.
En 2000, l'offre de soutien financier et académique est élargie, les formats éducatifs précédents sont révisés didactiquement et de nouveaux modules éducatifs sont développés. Les structures de la fondation sont adaptées et divisées en tâches stratégiques (conseil de fondation) et opérationnelles (bureau). L'association des Alumni est créée en 2003.
En 2006, le programme de formation et de bourses "Univers Suisse" est lancé avec la Fondation Sophie et Karl Binding pour faciliter la communication entre les différentes régions linguistiques du pays. Des manifestations « Kick-off » sont organisées pour l'orientation des étudiants  nouvellement admis à la Fondation.
À partir de 2009, l'offre de la Fondation est élargie. Avec le soutien de la Fondation Ernst Göhner, six bourses sont attribuées chaque année à des étudiants dans le besoin pour les cinq prochaines années. Le « Mercator Kolleg pour les études internationales », un programme de promotion des jeunes talents dans le domaine des organisations internationales, est lancé avec les fondations Mercator en Suisse et en Allemagne et la Studienstiftung des deutschen Volkes. Par ailleurs, une nouvelle série d'événements pour les doctorants, intitulée PhDBox, voit le jour.
En 2011, un programme de bourses pour d'excellents artistes en formation est lancé avec le soutien de la Fondation Ernst Göhner. La Fondation Sophie et Karl Binding prolonge son soutien au programme « Univers Suisse » pour cinq années supplémentaires. L'année suivante, un nouveau système d'attribution des aides financières est créé. Chaque année, deux bourses sont attribuées pour soutenir des séjours de un à deux ans à l'étranger et de recherche. En outre, la Fondation attribue des bourses pour des visites de congrès académiques, de bibliothèques et de stages à l'étranger.
En 2015, le programme «Mobilité - Infrastructure - Innovation» soutenu par la Fondation Werner Siemens permet à la Fondation suisse d'études de se concentrer sur les sujets scientifiques et techniques avec une approche interdisciplinaire.

### Directeurs
- Anton Schärli, 1991-1995
- Men Wieland, 1995-1999
- Markus Huppenbauer, 1999-2005
- Cla Reto Famos, 2005-2019
- Klara Sekanina, 2019-

### Présidents du Conseil d'administration
- Hans Künzi, 1991-2002
- Meinrad Eberle, 2002-2008
- Antonio Loprieno, 2008-2021
- Astrid Epiney, 2021-[4],[5]

### Anniversaires
Pour célébrer le quinzième anniversaire du programme de soutien financier de la Fondation en 2007, une conférence est organisée sur le thème « Brain and Talent » à Zurich et est donnée par le président de la Studienstiftung des deutschen Volkes, Gerhard Roth. En outre un symposium « 15 ans de la Fondation suisse pour les études - de quel genre de financement des élites la Suisse a-t-elle besoin? » se tient à Berne avec le conseiller fédéral Pascal Couchepin. Un don de la Stiftung Mercator Suisse de 3,85 millions de francs suisses permet à la Fondation d'être continuellement agrandie pendant les cinq années suivantes.
En 2011, la Fondation organise une célébration publique d'anniversaire sur le thème «Perspectives sur la promotion de l'excellence» à l'occasion de ses vingt ans.
En 2021, à l'occasion de son trentième anniversaire, la Fondation organise une série de manifestations sur le thème "Fit for Future" dans toutes les régions linguistiques de Suisse.

## Conditions d'admission
La Fondation invite les meilleurs diplômés du secondaire résidant en Suisse ou au Liechtenstein à postuler. D'autres candidats sont recommandés par des professeurs d'universités, HES ou EPF, par les Olympiades scientifiques ou par la Fondation Science et Jeunesse. La candidature est généralement ouverte à tous les étudiants des universités et hautes écoles.

### Exigences de base
- Résidence en Suisse ou au Liechtenstein (la nationalité suisse n'est pas obligatoire) ;
- Excellents résultats de maturité (valeur de référence: moyenne de 5,3/6) ou performances comparables[6],[7] ;
- Très bons résultats universitaires (valeur de référence : moyenne de 5,3/6), ou des performances comparables dans d'autres systèmes d'évaluation ;
- Ou des performances académiques appropriées couplées à des performances exceptionnelles dans des domaines non universitaires (travail bénévole spécial, politique, culture, etc.).

### Autres exigences
- Capacité d'apprentissage et efficacité dans les études ;
- Intérêts généraux, curiosité intellectuelle et créativité ;
- Ouverture, créativité et plaisir des échanges interdisciplinaires ;
- Motivation intérieure et enthousiasme ;
- Compétence communicative, également dans les langues étrangères, en particulier dans les langues nationales ;
- Un sens des responsabilités et de l'engagement ;

### Attentes des candidats après leur admission
- Très bons résultats universitaires (valeur de référence:  moyenne générale de 5,3/6)[8]
- Engagement en dehors des études (par exemple, activités bénévoles spéciales, politique, culture, etc.).
- Participation active au programme d'événements de la Fondation suisse d'études
- Participation à des rencontres de groupe locales
- Remise annuelle d'un rapport sur le déroulement des études ainsi que sur les activités à l'intérieur et à l'extérieur de la Fondation.

## Statistiques
Les informations datent de décembre 2021:
| Nombre total de bénéficiaires                                          | 814, dont 411 femmes, 398 hommes et 4 divers |
| Étudiants admis en 2021                                                | 141                                          |
| Nombre total de bénéficiaires depuis la création de la Studienstiftung | 2379                                         |
| Demandes de soutien financier approuvées 2020                          | 125                                          |
| Fin d'études en 2020                                                   | 206, dont 13 titulaires d'un doctorat        |
| Nombre d'événements en 2020                                            | 118                                          |

## Anciens étudiants soutenus
- Nadine Masshardt[10], conseillère nationale socialiste. Soutenue de 2004 à 2011.
- Daniel Hellmann[11], performeur. Soutenu de 2006 à 2011.